# Paul Hainry
Paul Hainry, né le 22 janvier 1920 à Retiers et mort le 13 janvier 2007 à Angers, est un résistant français.

## Biographie
Il est instituteur en Mayenne et milite au Syndicat national des instituteurs (SNI).

### Engagement dans la Résistance
Il est le responsable du mouvement de Résistance « Maquis de la Perronnière » constitué de 25 hommes à Voutré. Il participe à la libération de sa ville en août 1944,.

### Carrière politique
D'abord militant communiste et ensuite socialiste, il est maire de Voutré de 1966 à 
1996, date à laquelle Jean-Pierre Bourdin lui succède.

### Articles
Articles de Paul Hainry, cités pour le Concours national de la résistance et de la déportation 2010-2011, avec pour thème : « La répression de la Résistance en France par les autorités d'occupation et le régime de Vichy » :
- « Voutré sous l'occupation », L'Oribus, no 33, juillet 1993, p. 15-18 ;
- « Si Voutré m'était conté... de 1939 à 1945 », L'Oribus, no 39, septembre 1995, p. 39-60.

## Hommage
- Un challenge de football porte son nom, en tant que créateur du club de Voutré en 1941 et ancien maire[5],[6].